# Кастельянос-де-Моріскос
Кастельянос-де-Моріскос (ісп. Castellanos de Moriscos) — муніципалітет в Іспанії, у складі автономної спільноти Кастилія-і-Леон, у провінції Саламанка. Населення — 1638 осіб (2010).
Муніципалітет розташований на відстані близько 170 км на північний захід від Мадрида, 8 км на північний схід від Саламанки.
На території муніципалітету розташовані такі населені пункти: (дані про населення за 2010 рік)
- Кастельянос-де-Моріскос: 1236 осіб
- Альто-дель-Барріо: 6 осіб
- Фуенте-Педраса: 0 осіб
- Полігоно-Індустріаль: 180 осіб
- Прадо-дель-Вальє: 0 осіб
- Ель-Прайто: 0 осіб
- Урбанісасьйон-ла-Альмунія: 216 осіб

## Демографія
Динаміка населення (INE ):

## Зовнішні посилання
- Провінційна рада Саламанки: індекс муніципалітетів [Архівовано 23 квітня 2009 у Wayback Machine.]
- Посилання на Google Maps